# She’s Lost Control
«She’s Lost Control» (с англ. — «Она теряет контроль») — песня британской пост-панк-группы Joy Division, выпущенная на их дебютном альбоме Unknown Pleasures 1979 года. «She’s Lost Control» была представлена в живую группой в июне 1978 года.
Были выпущены две различные версии песни: версия, которая была представлена на дебютном альбоме группы, и расширенная, более электронная версия, выпущенная в 1980 году на 12-дюймовом сингле. На этой 12-дюймовой версии сингла содержится дополнительный куплет, который не появился на первоначальной версии песни, он был записан в марте 1980 года на студии Strawberry Studios, Стокпорт, тем самым эта песня стала последней студийной записью группы, записанной до самоубийства вокалиста группы Иэна Кёртиса в мае 1980 года. На американском издании 12-дюймового сингла песня появляется на стороне «А» (вместе с песней «Atmosphere» на стороне «Б»), в отличие от британского издания, на котором она была представлена на стороне «Б» сингла «Atmosphere».

## Характеристика
Композиция построена на минималистической басовой партии Питера Хука, на которую накладываются размеренная партия ударных, краут-роковая партия гитары и отстранённый драматический вокал Иэна Кёртиса. Лирика солиста повествует о девочке, страдающей приступами эпилепсии («теряющей контроль») — болезнью, которой страдал сам Кёртис. Песня несёт футуристическое настроение. Критик ресурса AllMusic охарактеризовал композицию, как «нервный смертельный танец».

## Влияние
Песня была номером 1 в британских независимых чартах. Кавер-версии этой композиции исполняли множество музыкальных коллективов, среди которых Hole, New Order, The Raveonettes и многие другие.
Название автобиографического фильма о Кёртисе «Контроль» является прямой отсылкой к этой песне.
Гитарный рифф песни был семплирован группой 808 State для их сингла «Contrique».